# Andrzej Nartowski
Andrzej Janusz Nartowski (Kalisz, 14 novembre 1931 – Orsay, 3 settembre 2003) è stato un cestista polacco.

## Carriera
Con la Polonia ha disputato i Giochi olimpici di Roma 1960 e cinque edizioni dei Campionati europei (1955, 1957, 1959, 1961, 1963).

## Palmarès
- Coppa di Polonia: 2

AZS Varsavia: 1956, 1958